# مالكوم روبرتس
مالكوم روبرتس (18 فبراير 1960 في المملكة المتحدة - ) (بالإنجليزية: Malcolm Roberts)‏ هو لاعب كريكت بريطاني. لعب مع Buckinghamshire County Cricket Club ‏ والمقاطعات الوطنية للكريكيت الإنجليزي والويلزي ‏.

## وصلات خارجية
- مالكوم روبرتس على موقع إي آس بي آن كريك إنفو (الإنجليزية)